# Fissidens reflexus
Fissidens reflexus är en bladmossart som beskrevs av Georg Ernst Ludwig Hampe 1874. Fissidens reflexus ingår i släktet fickmossor, och familjen Fissidentaceae. Inga underarter finns listade i Catalogue of Life.